# 霍爾科姆 (伊利諾伊州)
霍爾科姆（英語：Holcomb）是位於美國伊利諾伊州奧格爾縣的一個非建制地區。該地的面積和人口皆未知。

## 地理
霍爾科姆的座標為42°03′53″N 89°05′44″W / 42.06472°N 89.09556°W，而該地的平均海拔高度為256米（即840英尺）。